# Castillo de San Pedro Manrique
El castillo de San Pedro Manrique es un fortaleza medieval ubicada en la localidad española de igual nombre, en la provincia de Soria.

## Historia
San Pedro Manrique permaneció en poder real hasta finales del siglo XIV en plena época de la señorialización castellana, producida por una nueva dinastía Trastámara y su deseo de perpetuarse en el trono a través de donaciones a los nobles que les habían apoyado en la guerra civil contra Pedro I de Castilla. Una de las familias que más les ayudó fue la Manrique que obtuvo la villa de San Pedro, iniciando la construcción del castillo y la mejora de las murallas de esta.

## Descripción
En principio puede considerarse toda la obra del siglo XV algo arcaica y recuperando formas del XIV salvo en los canecillos. Con la excepción del recinto triangular ente la puerta que parece posterior, quizás de finales del XV o principios del XVI. Del castillo, que debió ser gran fortaleza, apenas se levantan dos torres a la entrada del recinto, con matacanes aún visibles, realizadas en mampostería con sillares en sus esquinas y de planta poligonal.